# Список президентів Лівану
Президент Лівану (араб. رئيس لبنان) — глава держави Ліван. За Національним пактом, прийнятим 1943 року, Президент обирається з числа християн-маронітів. До 1943 року декілька президентів були християнами не з маронітів: Ш. Деббас і П. Трад були православними греками, А. Пріва-Обуар — католиком, а А. Табіт — протестантом. Після 1943 року мусульмани-суніти тричі виконували обов'язки президента: С. Хосс (2 рази) і Ф. Синьйора.
Перераховані президенти Лівану з 1926 року до сьогодні.

## Ліванська Республіка(підмандатна територіяФранції, 1926—1943)
- Шарль Деббас (1 вересня 1926 — 2 січня 1934)
- Пріва-Антуан Обуар (2 січня 1934 — 30 січня 1934) (в.о.)
- Хабіб Паша ес-Саад (30 січня 1934 — 20 січня 1936)
- Еміль Едде (20 січня 1936 — 4 квітня 1941)
- П'єр-Жорж Арлабос (4 квітня 1941 — 9 квітня 1941) (в.о.)
- Альфред Наккаш (9 квітня 1941 — 18 березня 1943) (в.о. до 1 грудня 1941)
- Айюб Табіт (19 березня 1943 — 21 липня 1943) (в.о.)
- Петро Трад (22 липня 1943 — 20 вересня 1943)
- Бішара ель-Хурі (21 вересня 1943 — 11 листопада 1943)
- Еміль Едде (11 листопада 1943 — 22 листопада 1943)

## НезалежнаЛіванська Республіка(від 1943)
- Бішара ель-Хурі (22 листопада 1943 — 18 вересня 1952)
- Фуад Шехаб (18 вересня 1952 — 22 вересня 1952) (в.о.)
- Каміль Шамун (23 вересня 1952 — 22 вересня 1958)
- Фуад Шехаб (23 вересня 1958 — 22 вересня 1964)
- Шарль Елу (23 вересня 1964 — 22 вересня 1970)
- Сулейман Франжьє (23 вересня 1970 — 22 вересня 1976)
- Ільяс Саркіс (23 вересня 1976 — 22 вересня 1982)
- Башир Жмайєль (обраний президентом 23 серпня 1982, але вбитий до інавгурації 14 вересня 1982)
- Амін Жмайєль (23 вересня 1982 — 22 вересня 1988)
- Селім Хосс (22 вересня 1988 — 5 листопада 1989) (в.о.)
- Рене Муавад (5 листопада 1989 — 22 листопада 1989)
- Селім Хосс (22 листопада 1989 — 24 листопада 1989) (в.о.)
- Ільяс Храуї (24 листопада 1989 — 23 листопада 1998)
- Еміль Лахуд (24 листопада 1998 — 23 листопада 2007)
- Фуад Синьйора (24 листопада 2007 — 25 травня 2008) (в.о.)
- Мішель Сулейман (25 травня 2008 — 25 травня 2014)
- Таммам Салам (25 травня 2014 — 31 жовтня 2016) (в. о.)
- Мішель Аун (31 жовтня 2016 — 30 жовтня 2022)
- Наджиб Мікаті (30 жовтня 2022 — 9 січня 2025) (в. о.)
- Джозеф Аун (з 9 січня 2025 —)